# Emma de Altdorf

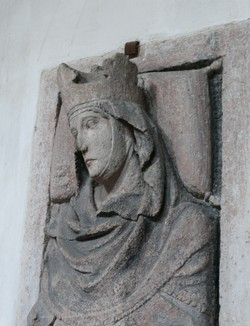
Efigie pe mormântul reginei Emma.

Emma de Altdorf (sau Hemma) (n. 808 – d. 31 ianuarie 876) a fost soția și regina lui Ludovic Germanul, rege al francilor răsăriteni.

## Biografie
Tatăl Emmei a fost contele Welf de Altdorf, iar mama sa Heilwiga de Saxonia (n. cca. 775 - d. după 833), fiică a contelui Isanbart. Sora ei era Judith de Bavaria, cea care va deveni a doua soție a împăratului Ludovic cel Pios.
În 827 Emma s-a căsătorit la Regensburg cu Ludovic Germanul, fiu al împăratului Ludovic "cel Pios" și fiu vitreg al sorei Emmei. Astfel, ea a devenit între 817 și 843 regină a Bavariei. În 833, i-a fost conferită de către soțul ei Ludovic abația Obermünster de lângă Regensburg. 
Emma este descrisă ca posedând multe calități: curaj și talent ieșite din comun, demonstrate cu maimulte ocazii. Ea a condus o armată împotriva ducelui longobard Adelchis de Benevento, atunci când acesta s-a revoltat împotriva lui Ludovic Germanul; se spune că, temându-se de sosirea reginei, ducele longobard a fugit cu o barcă pentru a-și găsi salvarea în Corsica. În schimb, Annalele din Saint-Bertin reproșează Emmei viciul mândriei pe care ar fi arătatțo față de locuitorii din Italia.
Odată cu Treatatul de la Verdun din 843, Emma a devenit regină a Franciei răsăritene. Ea a murit la 31 ianuarie 876 și a fost înmormântată la abația Sfântului Emmeram din Regensburg.

## Căsătorie și copii
Împreună cu Ludovic Germanul, Emma a avut șapte copii:
- Hildegarda (828–856)
- Carloman (829–880), rege al Bavariei
- Ermengarda (Irmgarda) (d. 866), abatesă de Chiemsee
- Gisela
- Ludovic cel Tânăr (830–882)
- Bertha (d. 877)
- Carol cel Gras (839–888)

Fiii ei Ludovic și Carol au devenit regi, iar trei dintre fiicele sale au fost călugărițe.